# Wolfgang Zilzer
Wolfgang Zilzer (Cincinnati, 20 de janeiro de 1901 — Berlim, 26 de junho de 1991) foi um ator alemão-estadunidense.

## Filmografia
- Überlistet (1915)
- Professor Erichsons Rivale (1916)
- Das Verschnupfte Miezerl (1917)
- Die Spinne (1917)
- The Ancient Law (1923)
- Vineta. Die versunkene Stadt (1923)
- Venus im Frack (1927)
- Mata Hari (1927)
- Das Erwachen des Weibes (1927)
- Schwere Jungs - leichte Mädchen (1927)
- Die Geliebte des Gouverneurs (1927)
- Weiße Spinne, Die (1927)
- Alraune (1928)
- Sir or Madam (1928)
- Docks of Hamburg (1928)
- Thérèse Raquin (1928)
- The Right of the Unborn (1929)
- The Woman in the Advocate's Gown (1929)
- Crucified Girl (1929)
- Tragedy of Youth (1929)
- Revolt in the Reformatory (1929)
- Wibbel the Tailor (1931)
- Ever in My Heart (1933)
- Bluebeard's Eighth Wife (1938)
- Crime Ring (1938)
- I'll Give a Million (1938)
- Hotel Imperial (1939)
- Confessions of a Nazi Spy (1939)
- The Story That Couldn't Be Printed (1939)
- Espionage Agent (1939)
- Ninotchka (1939)
- Hitler - Beast of Berlin (1939)
- Television Spy (1939)
- Everything Happens at Night (1939)
- Dr. Ehrlich's Magic Bullet (1940)
- Four Sons (1940)
- Three Faces West (1940)
- A Dispatch from Reuter's (1940)
- Escape (1940)
- Out of Darkness (1941)
- So Ends Our Night (1941)
- Forbidden Passage (1941)
- Shining Victory (1941)
- Underground (1941)
- World Premiere (1941)
- All Through the Night (1941)
- The Lady Has Plans (1942)
- To Be or Not to Be (1942)
- Joan of Ozark (1942)
- Invisible Agent (1942)
- Berlin Correspondent (1942)
- The Devil with Hitler (1942)
- Casablanca (1942)
- Margin for Error (1943)
- They Got Me Covered (1943)
- Assignment in Brittany (1943)
- They Came to Blow Up America (1943)
- Hitler's Madman (1943)
- Appointment in Berlin (1943)
- Bomber's Moon (1943)
- Behind the Rising Sun (1943)
- The Strange Death of Adolf Hitler (1943)
- Paris After Dark (1943)
- In Our Time (1944)
- They Live in Fear (1944)
- Enemy of Women (1944)
- Hotel Berlin (1945)
- Counter-Attack (1945)
- Week-End at the Waldorf (1945)
- Stairway to Light (1945 short)
- Carnegie Hall (1947)
- Women in the Night (1948)
- Claudia: The Story of a Marriage (1952)
- Walk East on Beacon! (1952)
- Singing in the Dark (1956)
- The United States Steel Hour (1957)
- Terror After Midnight (1962)
- No Survivors, Please (1964)
- Mister Buddwing (1966)
- The Diary of Anne Frank (1967)
- Union City (1980)
- Lovesick (1983)
- FDR: A One Man Show (1986)